# NGC 4805
NGC 4805 је појединачна звезда у сазвежђу Береникина коса која се налази на NGC листи објеката дубоког неба.
Деклинација објекта је + 27° 58' 49" а ректасцензија 12h 55m 24,3s. Привидна величина (магнитуда) објекта NGC 4805 износи 11,6 а фотографска магнитуда 14,6.